# Ivan Dresser
Ivan Chandler Dresser (Flandreau, 3 juli 1896 – New York, 27 december 1956), was een Amerikaanse atleet.

## Biografie
Dresser nam eenmaal deel aan de 1920 en won met het 3.000 m team de gouden medaille. Op de 5000 meter viel Dresser uit.

## Persoonlijke records
| Onderdeel | Prestatie | Jaar |
| --------- | --------- | ---- |
| 2 mijl    | 9.22,4    | 1920 |
| 5000m     | 15.41,8   | 1920 |

## Palmares

### 3.000 m team
- 1920:  OS - 10 punten

### 5.000 m
- 1920: - OS - uitgevallen

1912: Tell Berna, George Bonhag, Abel Kiviat, Louis Scott, Norman Taber ·
1920: Horace Brown, Michael Devaney, Ivan Dresser, Arlie Schardt, Lawrence Shields ·
1924: Elias Katz, Frej Liewendahl, Paavo Nurmi, Ville Ritola, Eino Seppälä, Sameli Tala